# Sredneuralsk
Sredneuralsk (russisch Среднеуральск) ist eine Stadt in der Oblast Swerdlowsk (Russland) mit 20.449 Einwohnern (Stand 14. Oktober 2010).

## Geografie
Die Stadt liegt am Ostrand des Mittleren Urals, etwa 25 km nördlich der Oblasthauptstadt Jekaterinburg am Ostufer des Issetskoje-Sees, dem die Isset im Flusssystem des Ob entfließt.
Sredneuralsk bildet seit der Verwaltungsreform 2006 einen eigenständigen Stadtkreis; zuvor war es der fünf Kilometer östlich gelegenen Stadt Werchnjaja Pyschma administrativ unterstellt.

## Geschichte
Sredneuralsk entstand 1931 im Zusammenhang mit der Errichtung des Wärmekraftwerkes Sredneuralskaja GRES (Mittelural-Wärmekraftwerk) und erhielt 1966 Stadtrecht.

### Bevölkerungsentwicklung
| Jahr | Einwohner |
| ---- | --------- |
| 1939 | 8.779     |
| 1959 | 13.106    |
| 1970 | 16.685    |
| 1979 | 17.613    |
| 1989 | 18.786    |
| 2002 | 19.555    |
| 2010 | 20.449    |

Anmerkung: Volkszählungsdaten

## Kultur und Sehenswürdigkeiten
In Stadtnähe gibt es sehenswerte Felsformationen, wie Tschortowo gorodischtsche (Teufelsstadt) und Sem bratjew (Sieben Brüder).

## Wirtschaft
Neben dem stadtbildenden Wärmekraftwerk, das heute zum Energieversorger OGK-5 gehört, gibt es Betriebe der Bauwirtschaft (Metall- und Stahlbetonkonstruktionen) und der Lebensmittelindustrie.